# La verità negata (film 2016)
La verità negata (Denial) è un film del 2016 diretto da Mick Jackson tratto dal libro La verità negata. La mia battaglia in tribunale contro chi ha negato l'Olocausto di Deborah Lipstadt, con protagonista Rachel Weisz.

## Trama
Il film, ambientato tra il 1996 e l'inizio del 2000, racconta la battaglia legale in cui Deborah Lipstadt ha dovuto difendersi dal negazionista dell'Olocausto David Irving, quando questi ha accusato lei e la casa editrice Penguin Books di diffamazione. Così la Lipstadt fu costretta a dimostrare in tribunale che l'Olocausto è realmente avvenuto e che Irving aveva falsificato dei dati per distorcere la verità. Deborah Lipstadt è una professoressa americana di studi sull'Olocausto il cui impegno oratorio è interrotto da David Irving, uno scrittore sulla Germania nazista. Intenta una causa per diffamazione nel Regno Unito contro Lipstadt e il suo editore per averlo dichiarato negazionista dell'Olocausto nei suoi libri. Poiché l'onere della prova nei casi di diffamazione nel Regno Unito spetta all'accusato, Lipstadt e il suo team legale, guidato dall'avvocato Anthony Julius e dall'avvocato Richard Rampton, devono dimostrare che Irving ha mentito sull'Olocausto.
Per preparare la loro difesa, Lipstadt e Rampton visitano il sito dell'ex campo di concentramento di Auschwitz in Polonia insieme al professor Robert van Pelt che spiega il funzionamento delle camere a gas, mentre il team di ricerca cita in giudizio gli ampi diari personali di Irving. Lipstadt è infastidita dalle domande apparentemente irrispettose di Rampton sull'argomento, e frustrata quando il team ha minimizzato il suo coinvolgimento nel caso, sostenendo che danneggia le sue possibilità di successo. I membri della comunità ebraica britannica la supplicano di risolvere il tribunale per evitare di creare pubblicità per Irving. Tuttavia, la sua squadra ha un inizio promettente quando convincono Irving, facendo appello al suo ego, ad accettare un processo da parte di un giudice invece di una giuria, che avrebbe potuto manipolare a suo vantaggio.
Irving conduce la propria rappresentanza legale, affrontando il team legale di Lipstadt. Irving cerca di distorcere le prove presentate per la difesa. Lipstadt viene avvicinato da un sopravvissuto all'Olocausto che chiede la possibilità di testimoniare, ma il team legale di Lipstadt insiste per concentrare il processo su Irving.
Irving cerca di screditare le prove del professor van Pelt sull'esistenza delle camere a gas ad Auschwitz, sostenendo che non c'erano buchi sul tetto per l'introduzione dei cristalli di gas Zyklon B. La sua frase "niente fori, niente olocausto" ha dominato la copertura mediatica. Furiosa, Lipstadt chiese che a lei e ai sopravvissuti dell'Olocausto fosse permesso di prendere posizione. Julius ribatte con rabbia che Irving avrebbe umiliato e sfruttato un sopravvissuto solo durante il controinterrogatorio, come ha fatto in passato. Rampton visita Lipstadt a casa sua per spiegare il suo approccio e guadagna la sua fiducia. In tribunale, sottopone Irving ad un abile controinterrogatorio ed espone le sue affermazioni come assurde, mentre le testimonianze di esperti di studiosi rispettati come Richard J. Evans espongono le distorsioni negli scritti di Irving.
Alla fine del processo, il giudice, Charles Gray, preoccupa la difesa suggerendo che, se Irving crede onestamente alle sue stesse affermazioni, allora non può mentire come affermato da Lipstadt. Gray alla fine decide per la difesa, tuttavia, convinto della verità del ritratto di Irving fornito da Lipstadt nei suoi scritti. Lipstadt è acclamata per il suo comportamento dignitoso, mentre il suo team legale le ricorda che, nonostante il suo silenzio durante il processo, è stato il suo libro a contrastare le bugie di Irving e ha fornito la base per la vittoria. In una conferenza stampa, Lipstadt elogia i suoi avvocati per la loro strategia.

## Produzione
Nell'aprile 2015 era stata proposta Hilary Swank per il ruolo di Deborah Lipstadt, mentre la regia era stata commissionata a Mick Jackson. Nel novembre 2015 è stato annunciato che Rachel Weisz avrebbe preso il posto della Swank, mentre il ruolo di Irving è stato affidato a Timothy Spall. Le riprese sono iniziate nel gennaio 2016, e si sono concluse il 15 febbraio dello stesso anno.

## Distribuzione
Il primo trailer è stato reso disponibile il 15 giugno 2016. Il film è stato distribuito nelle sale statunitensi il 30 settembre 2016, mentre in quelle italiane è uscito il 17 novembre dello stesso anno.

## Accoglienza
Il film ha ricevuto un'accoglienza positiva dalla critica. Sul sito Rotten Tomatoes la percentuale di gradimento è pari al 82%, basata su 170 recensioni con un punteggio medio totale pari a 68 su 100.